# Brent Scowcroft
 (septembre 2019).
Si vous disposez d'ouvrages ou d'articles de référence ou si vous connaissez des sites web de qualité traitant du thème abordé ici, merci de compléter l'article en donnant les références utiles à sa vérifiabilité et en les liant à la section « Notes et références ».
Brent Scowcroft, né le 19 mars 1925 à Ogden (Utah) et mort le 6 août 2020 à Falls Church en Virginie, est un général américain de l'US Air Force. 
Il participe ou collabore à plusieurs administrations républicaines. Il est ainsi conseiller militaire sous la présidence de Richard Nixon puis conseiller à la sécurité nationale sous les présidences de Gerald Ford et George H. W. Bush.

## Biographie

### Carrière militaire
Diplômé de Académie militaire de West Point, Brent Scowcroft est pilote de l'USAAF lors de la Seconde Guerre mondiale. 
Dans sa carrière militaire, il occupe plusieurs fonctions au sein du Comité des chefs d’États-majors interarmes (Joint Chiefs of Staff), du quartier-général de l'US Air Force et au bureau du Secrétaire-Adjoint à la Défense pour les Affaires internationales de sécurité. Il est attaché militaire adjoint à l'ambassade américaine à Belgrade. Il occupe également des postes d'enseignant à l'Académie de l'US Air Force et à l'Académie militaire de West Point. 
Il termine sa carrière militaire au grade de Lieutenant General.

### Fonctions gouvernementales
En 1970, Brent Scowcroft entre pour la première fois dans le gouvernement américain à la demande du Président Richard Nixon comme conseiller militaire à la présidence. Il est ensuite adjoint au Conseiller à la Sécurité nationale Henry Kissinger dont il reste proche. Il conserve ce poste après la démission de Nixon en 1974 et la présidence Ford, avant de remplacer Kissinger en 1975 au poste de Conseiller à la Sécurité nationale jusqu'à la fin de la présidence républicaine. 
Il redevient conseiller à la Sécurité nationale sous la présidence de George H. W. Bush en 1989 où il initie le cabinet de crise de la présidence. Il y jouit alors d'une autorité incontestée, notamment lors de la première guerre du Golfe (1990/91). Ainsi en septembre, quand le général Michael Dugan, chef d'état-major de l'armée de l'air, fait des déclarations publiques et des confidences aux journalistes sur les cibles des futurs bombardements, Scowcroft le fait limoger. Il conservera ce poste de conseiller à la Sécurité nationale jusqu'à la fin de la présidence Bush en janvier 1993. À cette époque, il remarquera Condoleezza Rice et la fera rentrer au conseil de sécurité nationale comme spécialiste de l'Union soviétique.

### Activités de conseil
Brent Scowcroft préside ou est membre de nombreux conseils en politique dont le Comité général de conseil présidentiel sur le contrôle de l'armement, la Commission présidentielle sur les forces stratégiques, la Commission présidentielle du Ruban bleu sur la gestion de la Défense, le conseil de politique de défense et le Conseil présidentiel spécial d'étude (Commission Tower) enquêtant sur l'affaire Iran-Contra.
Il préside aussi le President's Foreign Intelligence Advisory Board (ou PFIAB, un organisme de conseil indépendant du gouvernement mais nommé par le président des États-Unis pour le conseiller directement) sous George W. Bush de 2001 à 2005. À ce titre, en 2003, il est chargé d'examiner les affirmations faites par Colin Powell lors de son discours du 5 février au Conseil de sécurité, en particulier la citation de documents notoirement falsifiés sur de prétendus achats d'uranium par l'Irak au Niger. 
Il est également président ou membre de nombreux think tanks et sociétés de conseil privés en politique étrangère ou politique de défense :
- Vice-président de Kissinger Associates.
- Membre du directoire de Qualcomm de 1994 à 2020[2]
- Fondateur et président du Scowcroft Group
- Membre du comité directeur et administrateur du Forum for International Policy.
- Administrateur du CSIS

Il conseille le président-élu Barack Obama pour la constitution de son équipe de sécurité nationale.

### Autres
Brent Scowcroft obtient un PhD de l'université Columbia de New York.
Brent Scowcroft est un membre de l'Église de Jésus-Christ des saints des derniers jours, plus connue sous le nom de Mormons.

## Analyses des positions étrangères américaines et critiques sur la guerre d'Irak
Brent Scowcroft coécrit un livre, A World Transformed, avec George H. W. Bush décrivant ce que c'était que d'être à la Maison-Blanche en cette période de fin de la guerre froide quand l'URSS s'effondrait au début des années 1990. Expliquant en 1998 pourquoi les Américains n'avaient pas poussé jusqu'à Bagdad en 1991, il indiquait : « Si nous avions poursuivi sur la route de l'invasion, les États-Unis auraient pu encore théoriquement être une puissance occupante sur une terre amèrement hostile. »
Dans un article publié au printemps 1997 dans l'influente revue Foreign Affairs, il a cosigné avec Zbigniew Brzezinski et Richard W. Murphy un texte intitulé Differentiated Containment dans lequel ils appelaient à en finir avec la stratégie de « double endiguement » visant à la fois l'Iran et l'Irak, et où ils souhaitaient l'ouverture de négociations entre Washington et Téhéran, notamment sur l'appui de la République islamique au terrorisme, son refus d’accepter les accords de paix israélo-arabes et ses tentatives de se procurer des armes de destruction massive (et notamment de se doter de l’arme nucléaire).
Dans le Los Angeles Times du 26 mars 2000, Scowcroft déclara : « Nous ne pensons pas assez aux effets de nos actions sur les autres. Nous ne consultons pas, nous ne prévenons pas. Nous nous conduisons un peu comme une puissance coloniale. »
Brent Scowcroft fut un des leaders du camp républicain critiquant la politique américaines envers l'Irak avant et après l'invasion de 2003, ses critiques de la guerre prenant un relief particulier étant donné les liens étroits entre Scowcroft et l'ancien président George H.W. Bush. Scowcroft soutenait une invasion de l'Afghanistan en « réponse directe au terrorisme ».
Selon The Wall Street Journal du 15 août 2002, le général Scowcroft s'était prononcé contre une guerre qui, « en donnant l'impression, à tort ou à raison, que nous esquivons le difficile conflit israélo-palestinien, provoquerait une explosion de colère contre nous », car « nous serions vus comme ignorant un intérêt clé du monde musulman pour satisfaire un intérêt américain étroit ».
En octobre 2004, dans un entretien avec le Financial Times, Brent Scowcroft reproche à la politique du président Bush au Moyen-Orient d'être trop favorable à Israël. Scowcroft considère que Bush est «hypnotisé» par Sharon, que Sharon le tient « enroulé autour de son petit doigt ».
En novembre 2004, dans un appel à réorienter la politique de la Maison-Blanche au Moyen-Orient paru dans le Washington Post, il dit : « Irak, Israël-Palestine, Iran et terrorisme sont des parties d’un tout et peuvent seulement être traités comme tel. Couper ce nœud gordien demande non seulement une nouvelle approche mais un engagement profond et soutenu des États-Unis et un investissement significatif de l’attention du président », proposant aussi d’associer les pays arabes, de renouer le dialogue avec l’ONU, pour lancer cette nouvelle politique, en trouvant également un règlement de la crise avec l’Iran, en créant un groupe de sécurité des nations du Golfe. Tout cela, conclut-il, « réduirait le risque de violence et d’autres explosions radicales qui feraient obstacles à un processus de paix palestinien », afin de mener la guerre au terrorisme.

## Décorations
- Badge d'aviateur
- Comité des chefs d'état-major interarmées
- Badge du service présidentiel
- Air Force Distinguished Service Medal avec trois feuilles de chêne en bronze
- Legion of Merit avec une feuille de chêne en bronze
- Médaille présidentielle de la Liberté (1991)
- Médaille du département de la Défense pour service public distingué (2016)
- Chevalier commandeur honoraire de l'ordre de l'empire britannique, version militaire (KBE) (1993)
- Commandeur de l'ordre de la Croix de Terra Mariana (2006)
- Grand-croix, 1re classe de l'ordre du Mérite (2009)
- Grand cordon de l'ordre du Soleil levant (2016)